# 河東泰之
河東 泰之（かわひがし やすゆき、旧姓：浅野、1962年 - ）は、日本の数学者。東京大学大学院数理科学研究科教授。専門は作用素環論。

## 経歴
東京都大田区生まれ。父親は石油会社勤務、母親は公文教室の先生という家庭環境で育つ。本人も小学6年生時から中学1年生時にかけて公文を学習し、小学校入学前に四則計算、小学6年生時には微分・積分の計算もできた。また娘も公文を学習していたということで、三代続く公文一家である。
1978年、麻布中学校卒業。1981年、麻布高等学校卒業。麻布中学・高校の同級生にコール賞受賞者の中島啓、麻布高校の5年後輩で現在の同僚に数学者の辻雄がいる。
1981年、東京大学理科一類入学。大学時代はASCIIで働いていた。何冊か書いたソフトウェアの本のうち一つが大売れし、印税で学生生活をしていた。
1985年、東京大学理学部数学科卒業。1987年、東京大学大学院修士課程修了。1989年、カリフォルニア大学ロサンゼルス校Ph.D.。カリフォルニア大学ロサンゼルス校での指導教官は富田・竹崎理論の竹崎正道。1990年、東京大学 理学博士。
東京大学理学部助手、同講師、同助教授を経て、現職。2014年度は東大で、教養自然科学委員会委員、教養総合的教育改革実施特別委員会委員、教養総合科目運営委員会委員、全学カリキュラム改革部会委員を務めている。
最大の業績は2004年にイタリアの数学者Roberto Longoと共著で書いた「Classification of local conformal nets. Case c< 1」である。中心電荷が1未満という限定された条件で、Longoと共に分類理論を完成させた。

## 家族・親族
妻の河東晴子は、東京大学工学部電気工学科卒業、東京大学工学博士、三菱電機社員、三菱電機情報技術総合研究所主管技師長社員、日本工学会理事、日本工学会フェロー。東京大学理科一類の同級生であった。
俳人の河東碧梧桐は妻の曾祖父の弟。

## 指導
弟子に現在日本の作用素環論をリードする小澤登高、元同僚に作用素環論の研究者の泉正己がいる。
数学の学習について「『全部完全にわかった』という状態になるまで、考えたり、調べたり、人に聞いたりするのをやめてはならない。こういうことができない人が、大学院の博士課程にいるのはおかしい」と主張している。

## 受賞・講演歴
- 2000年 - 第1回作用素環賞
- 2002年 - 日本数学会賞春季賞
- 2018年 - 国際数学者会議 2018 Rio de Janeiro 招待講演[12]